# Cabella Ligure
Cabella Ligure – miejscowość i gmina we Włoszech, w regionie Piemont, w prowincji Alessandria.
Według danych na styczeń 2010 gminę zamieszkiwało 577 osób przy gęstości zaludnienia 12,3 os./1 km².